# Ottemannite
L'ottemannite è un minerale.